# Амедічі
Амедічі (якут. Амедичи) — річка в Якутії, ліва притока річки Алдан (басейн Лени).

## Походження назви

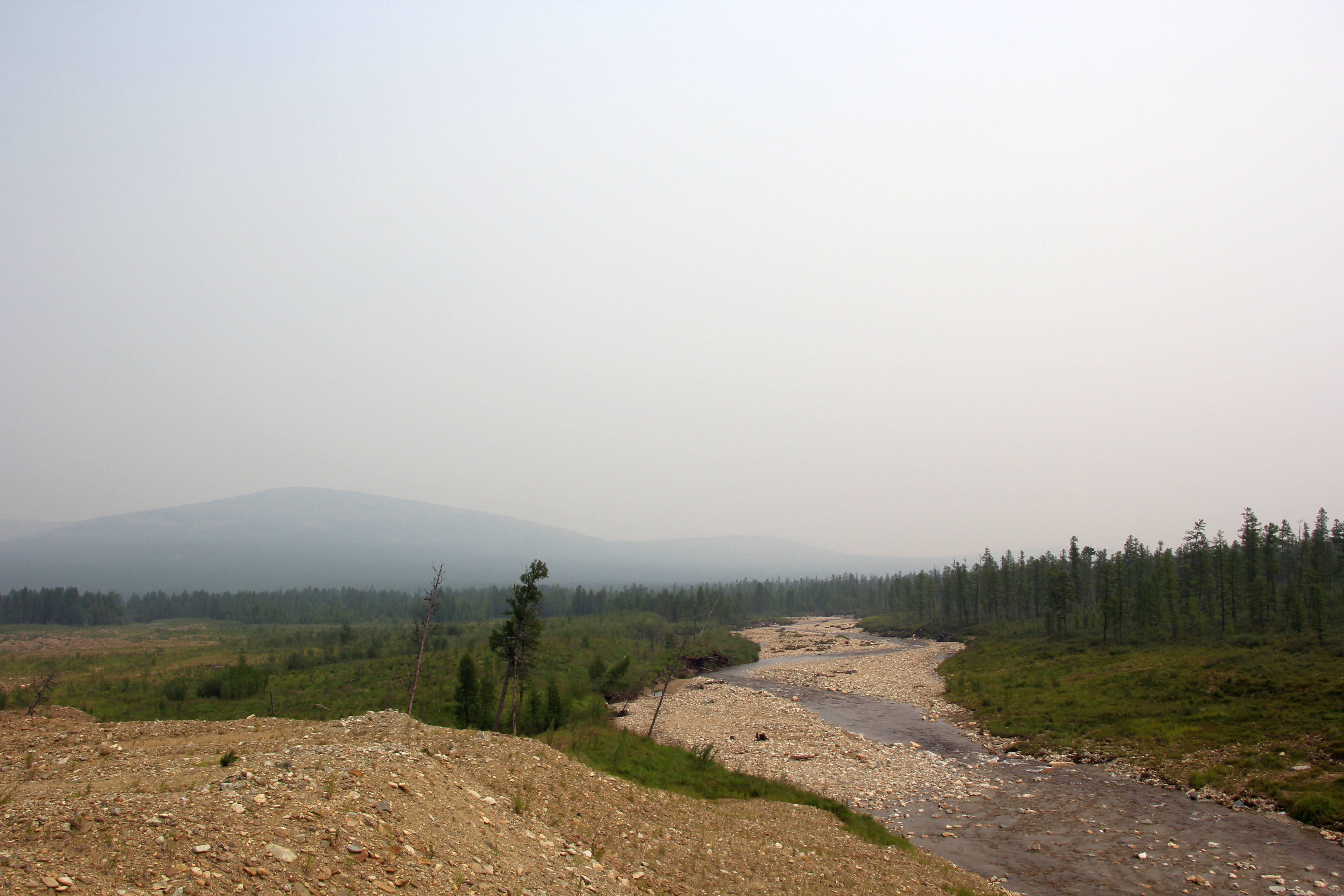
Відпрацьоване старателями русло річки Амедічі

Гідронім «Амедічі» походить від якут. слова «амут» — озеро. Річка має багато озер.

## Опис
Довжина 313 км, площа басейну 6020 км2. Починається на північних схилах Станового хребта, тече Алданським нагір'ям. Живлення змішане, з переважанням дощового. Влітку бурхливі паводки, взимку перемерзає. Характерний полій.
Амедічі — золотоносна річка. В кінці 20-х — початку 30-х років дослідником М. І. Зайцевим у верхів'ях Амедічі поряд із річками Кабактан та Налдикан, що впадають у неї, відкриті поклади розсипного золота. Аж до 1992 року видавалися ліцензії золотодобувним компаніям на видобуток золота на річці Амедічі.

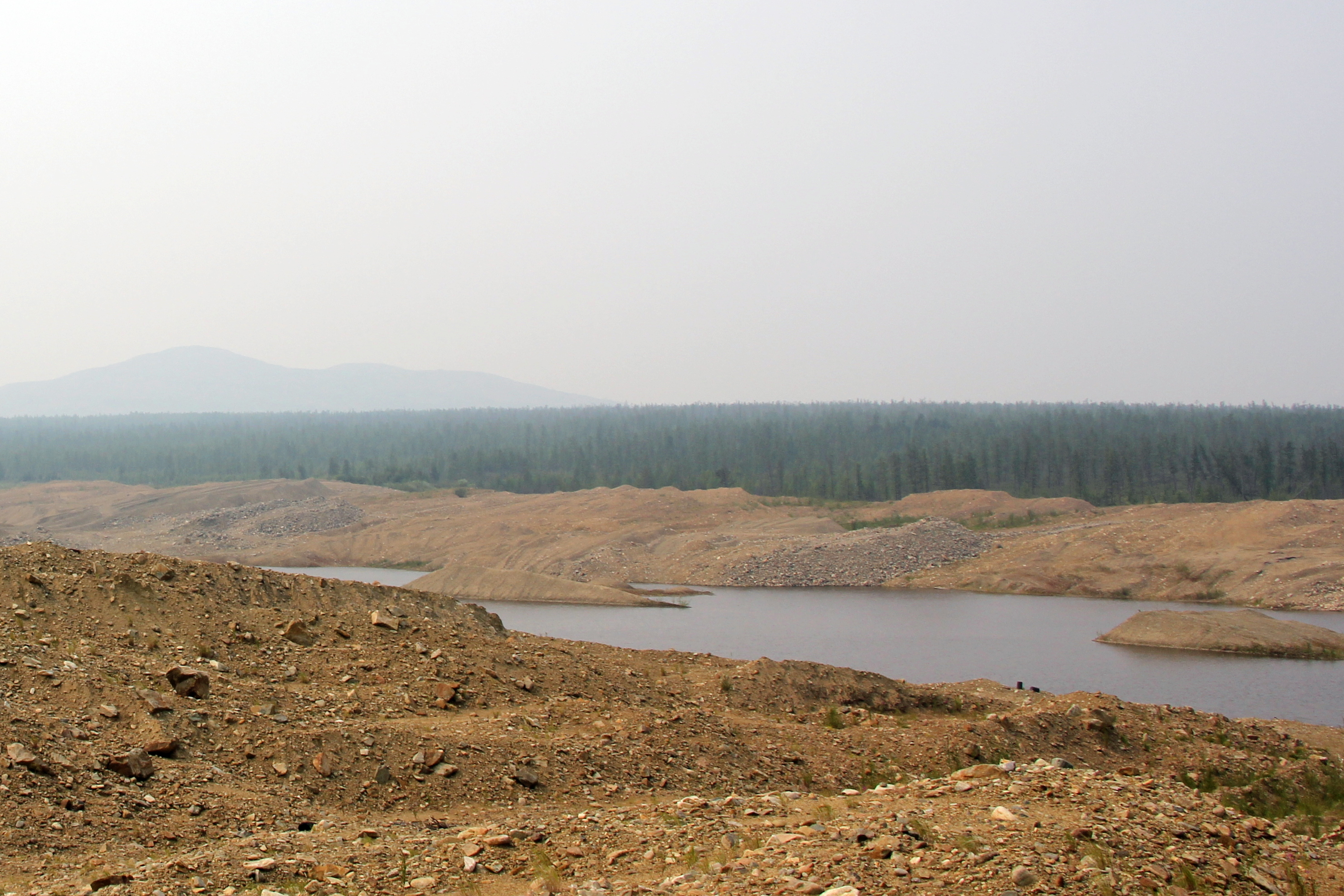
Береги Амедічі після видобутку золота довго не заростають

## Історія
У басейні річки розташовані археологічні пам'ятки — стоянки Алдакай-I, Алдакай-II, Ягідний-I та Ягідний-II. Вони були виявлені Середньоленським загоном археологічно-етнографічної експедиції Музею археології та етнографії Якутського державного університету під керівництвом М. М. Кочмара в експедиціях 1997—2001 рр. Найбільш збереглася пам'ятка Алдакай-I, яка являє собою поселення з залишками жител, які раніше на території Якутії не зустрічалися. Дослідник С. О. Воробйов відносить поселення Алдакай-I до епохи бронзи.
У 2008 році уряд Якутії затвердив стоянки Алдакай-I, Алдакай-II, Ягідний-I та Ягідний-II об'єктами культурної спадщини (розпорядження № 402-р «Про затвердження об'єктів культурної спадщини — виявлених нерухомих пам'яток історії та культури по розділу „Археологія“» від 24.04.2008 р.).

## Притоки
Перераховано за порядком від гирла до витоку.
- 8,4 км: Лукін[2] (пр)
- 24 км: Кютер[10] (лв)
- 31 км: Танграк[10] (лв)
- 38 км: Кавердан[10] (лв)
- 44 км: Неричі[10] (лв)
- 52 км: Нирелях[10] (пр)
- 59 км: Килієр[10] (лв)
- 61 км: Амнунначі[10] (лв)
- 74 км: Елан-Амнунначі[10] (лв)
- 88 км: Ярогу[10] (лв)
- 156 км: Нальодний[9] (лв)
- 190 км: Нива[8] (лв)
- 205 км: Яраусу[7] (лв)
- 220 км: Ат-Бастах[7] (лв)
- 221 км: Алдакай[7] (лв)
- 253 км: Ягідний[6] (пр)
- 270 км: Куртах[6] (пр)
- 278 км: Кабакти[6] (лв)
- 281 км: Расторгуєв[6] (пр)
- 295 км: Кабактан[5] (пр)
- 303 км: Налджикан[5] (пр)

## Галерея

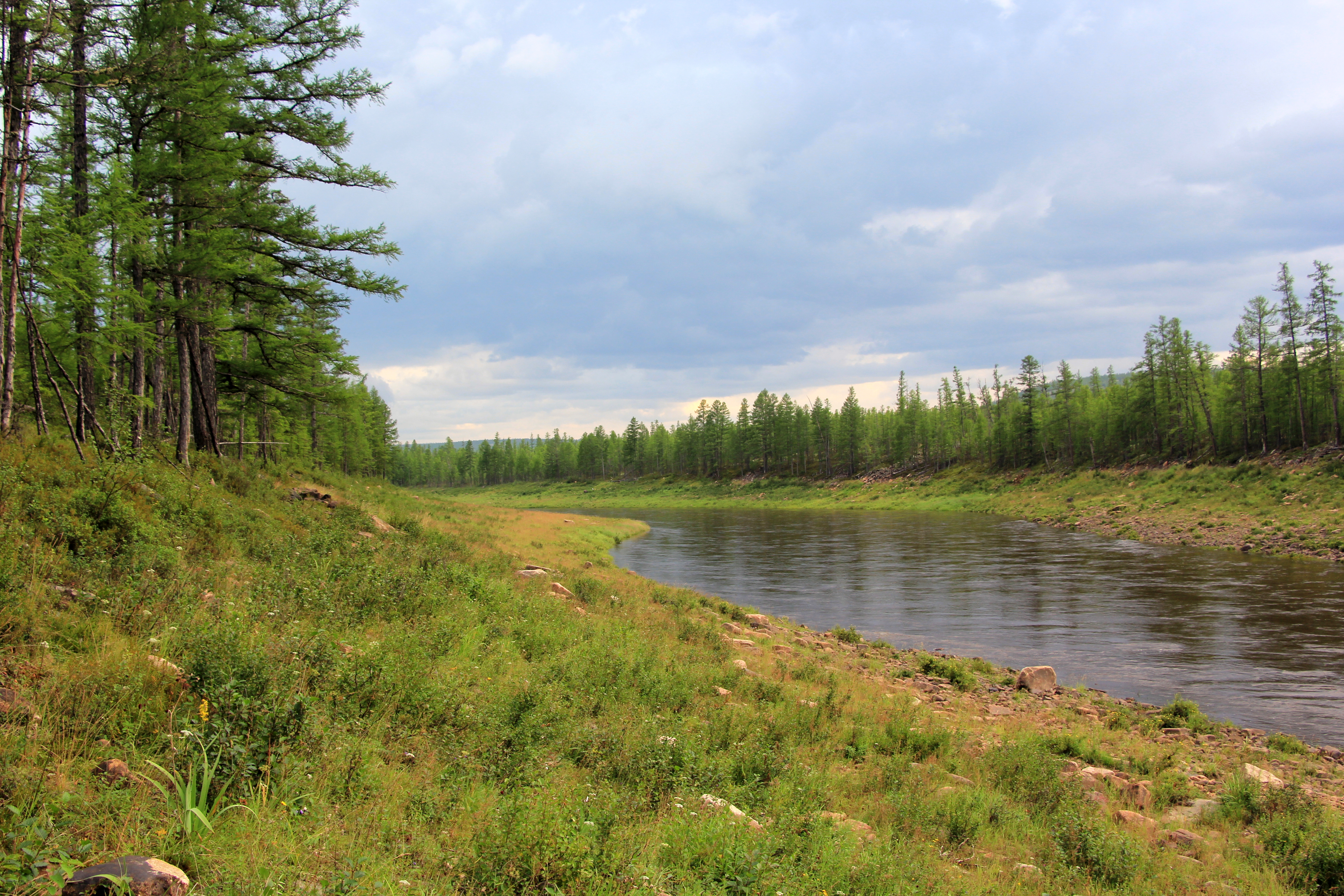
Амедічі в середній течії
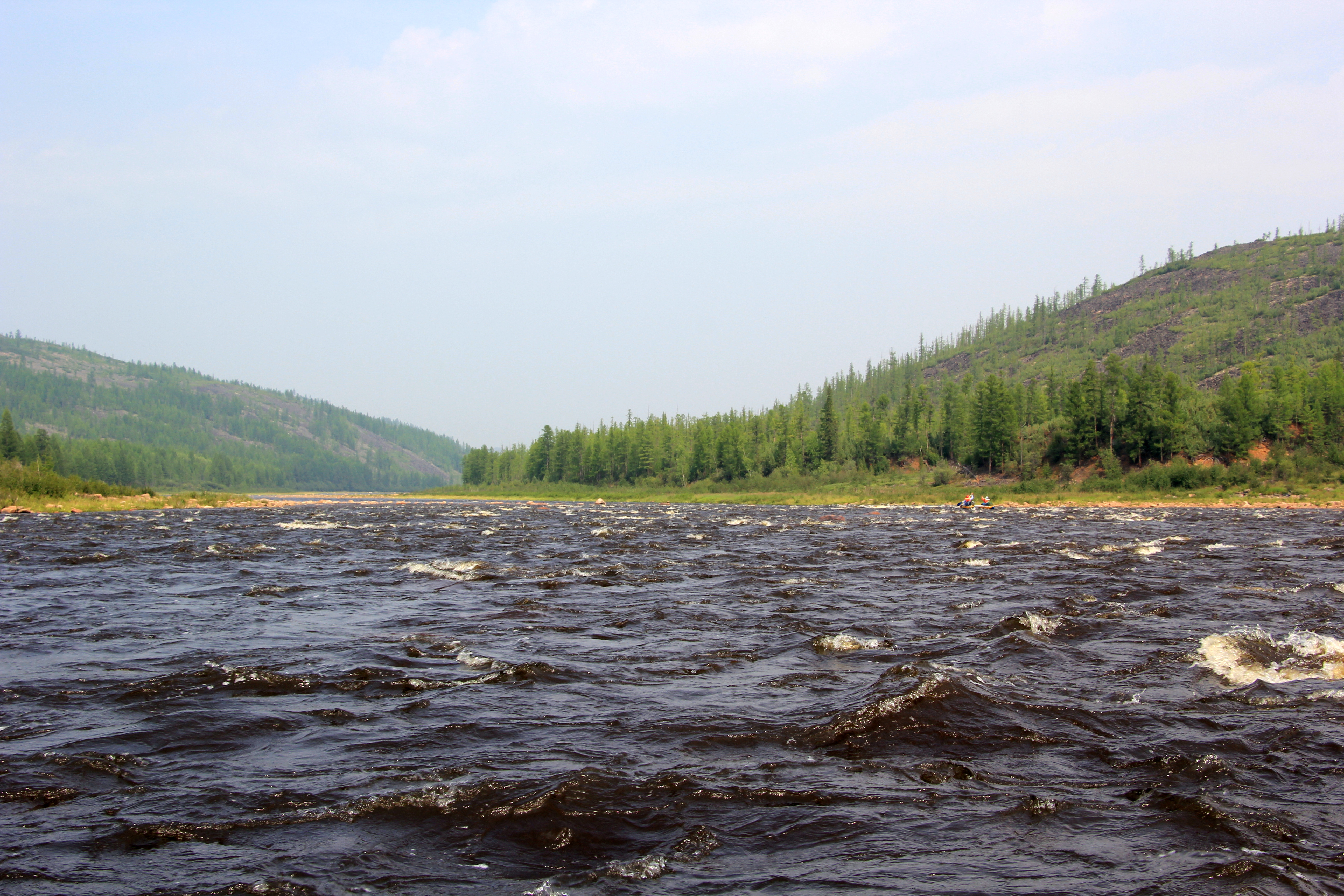
Порожиста ділянка Амедічі
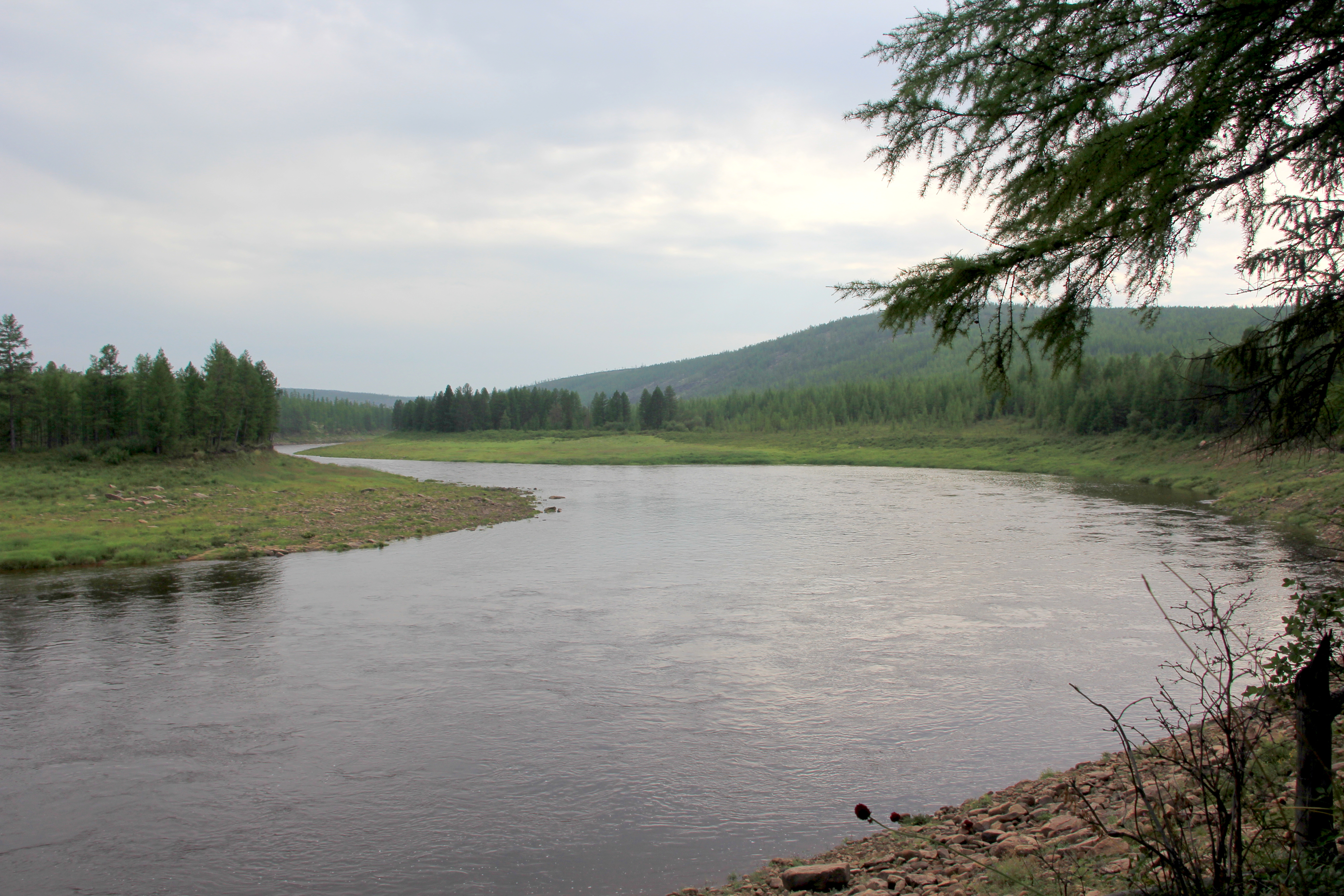
Амедічі
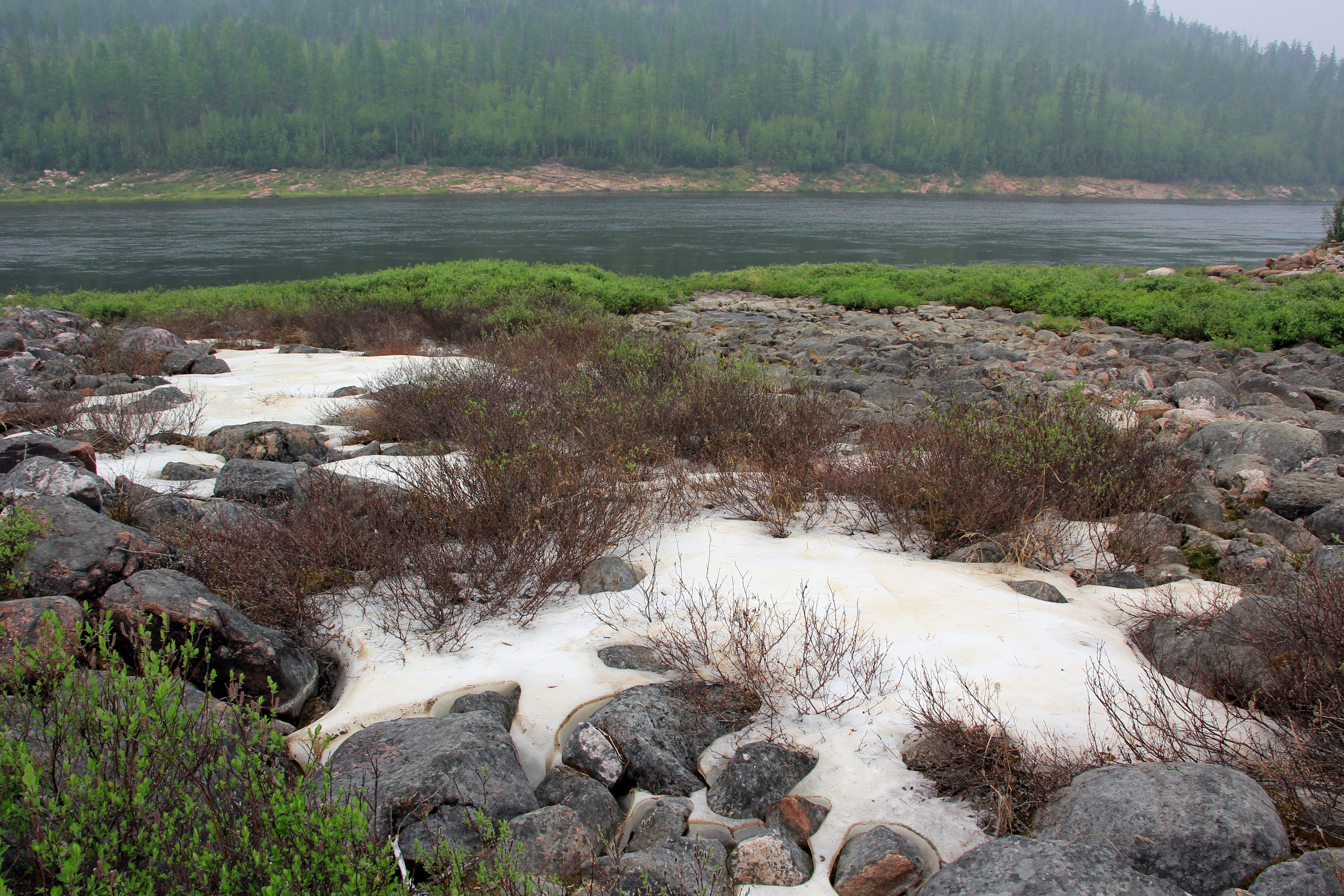
Полій на річці Амедічі в серпні
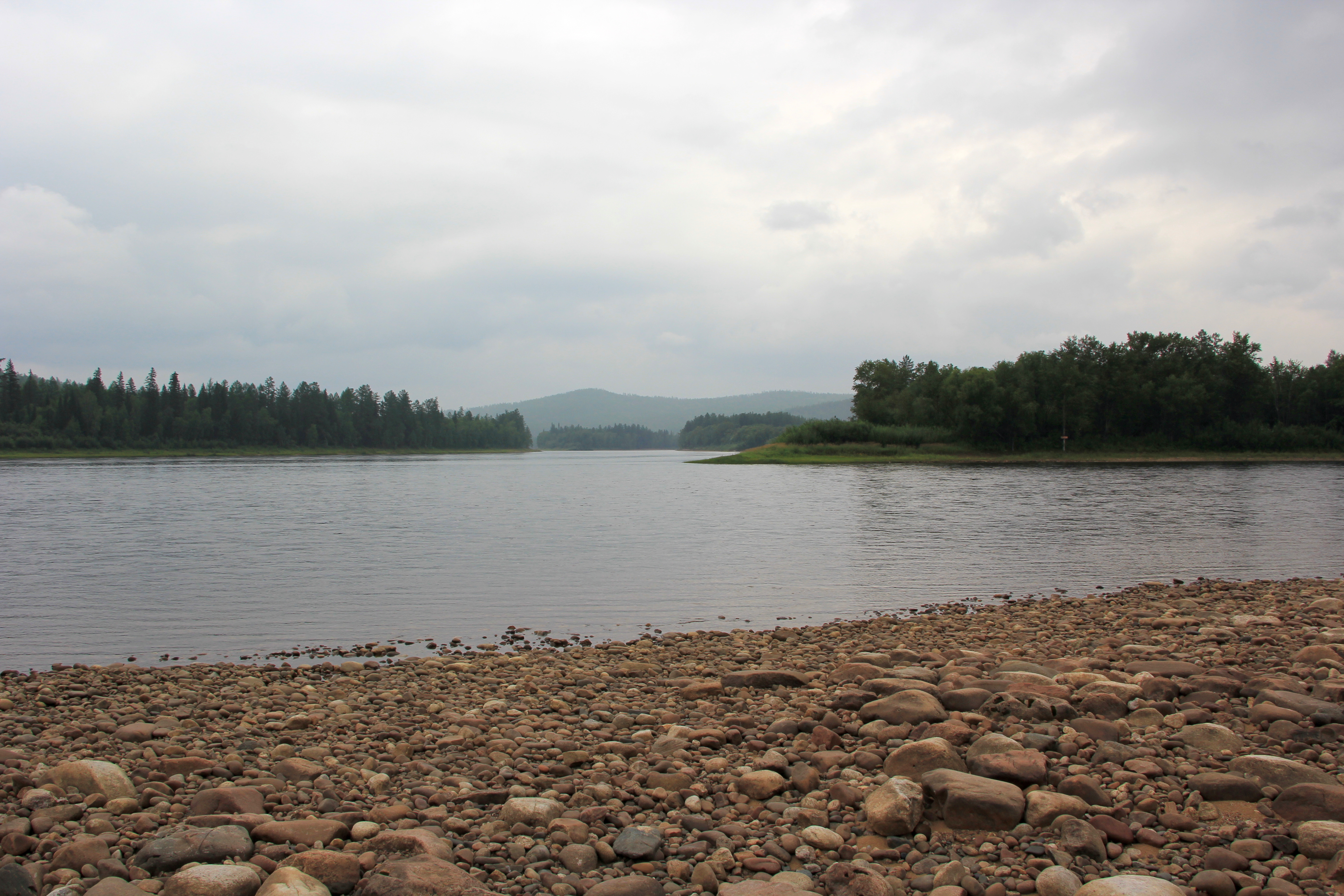
Устя Амедічі